# Luis María Mora
Luis María Mora Laverde i Luque, conegut també com a Moratín, (Bogotà, 1867 - Fontibón 1936) va ser un escriptor, humanista i poeta colombià, membre de la tertúlia literària i política coneguda com la Gruta Simbólica. Es va doctorar en Filosofia i Lletres en el Col·legi Major del Rosari. Acadèmic de la llengua, va defensar la tradició romàntica en les lletres castellanes i el perquè del seguiment de la tradició greco-romana en la seva escriptura. Va ser fundador de la Revista Colombiana.